# David Navara

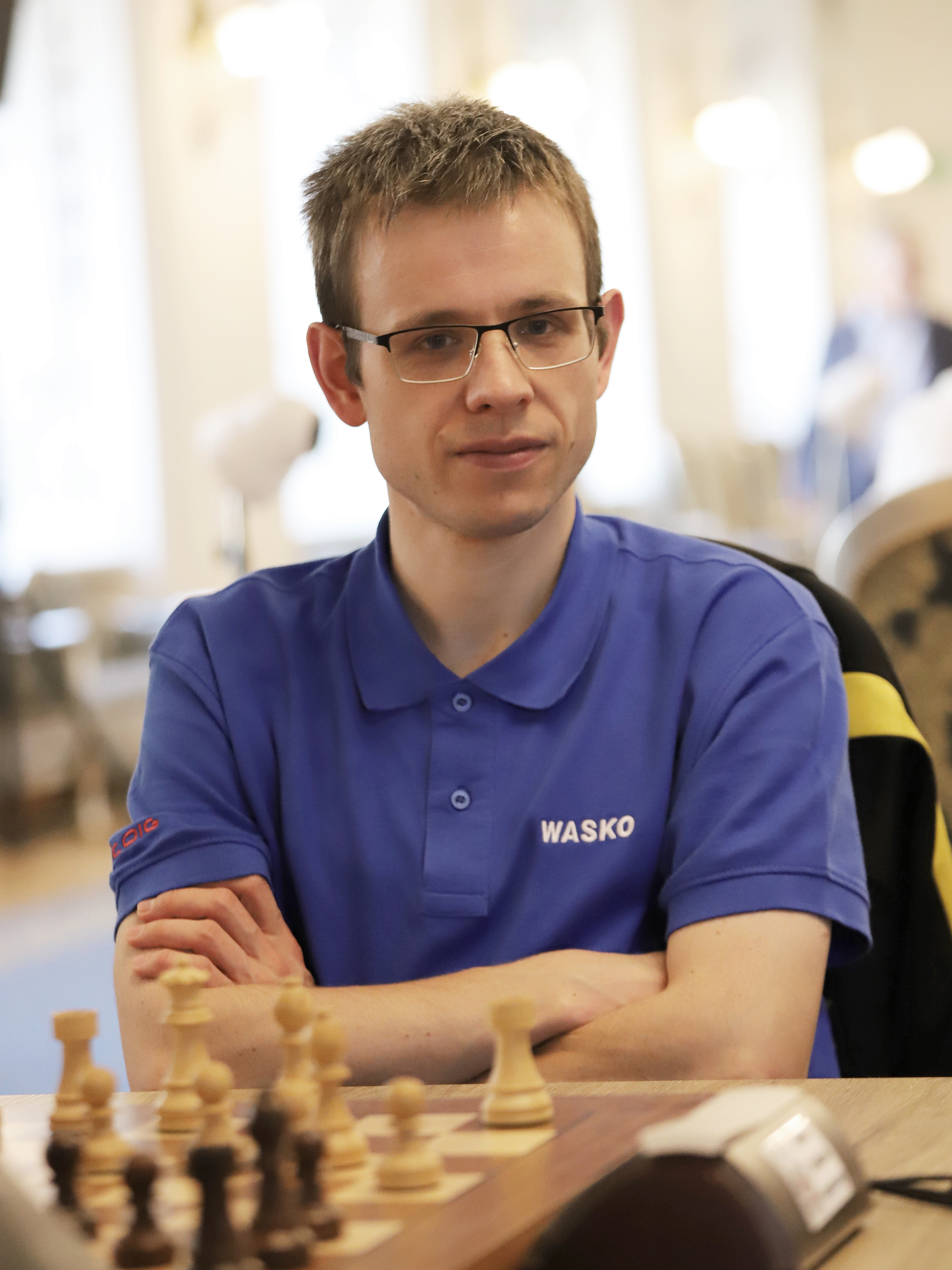
David Navara, 2021

David Navara (Praag, 27 maart 1985) is een Tsjechische schaker. Hij is sinds 2002 een grootmeester (GM). Hij won tien keer het kampioenschap van Tsjechië (2004, 2005, 2010, 2012, 2013, 2014, 2015, 2017, 2019 en 2020).

## Beginperiode
Mede dankzij sterke trainers, waaronder Miloslav Vanka, Internationaal Meester (IM) Josef Přibyl, en GMs Luděk Pachman en Vlastimil Jansa, maakte Navara snelle vorderingen en won hij diverse medailles in jeugdtoernooien op wereldniveau.
In 2001, op 16-jarige leeftijd, maakte hij zijn debuut in Tsjechische nationale team in het Europees schaakkampioenschap voor landenteams, waarbij hij 7 pt. uit 9 behaalde. In 2002 werd hij grootmeester, drie dagen voor zijn zeventiende verjaardag. In 2003 won hij de open sectie van het Rubinstein Memorial.

## Schaakcarrière
In 2004 werd hij zesde op het Europees Kampioenschap Schaken in Antalya met een score van 7½ punten (+5 =5 −2), waaronder een remise tegen de uiteindelijke kampioen Vassili Ivantsjoek. Hiermee kwalificeerde Navara zich voor de wereldbeker schaken 2005, waar hij in ronde 1 werd uitgeschakeld door Predrag Nikolić.
In 2004 werd hij kampioen van Tsjechië, in 2005 herhaalde hij dit, gedeeld met Jiří Štoček, maar Navara won de playoff.
In 2006 speelde Navara in de B-groep van het Corus-toernooi in Wijk aan Zee (7½ pt. uit 13) en behaalde hij 8½ pt. uit 12 op de 37e Schaakolympiade.
In 2007 ontving Navara een uitnodiging voor de A-groep van het Corus-toernooi, ter vervanging van Alexander Morozevich. Navara, die van de organisatoren de bijnaam Navara Express kreeg, behaalde 6½ pt. uit 13 partijen (+3 =7 −3), waarbij hij won van Ruslan Ponomariov en Magnus Carlsen (en remise behaalde tegen Vladimir Kramnik, Viswanathan Anand en Veselin Topalov), en eindigde als zevende.
In augustus 2007 won Navara met of 9½ pt. uit 11 het Ordix Open rapidschaak-toernooi, onderdeel van het Mainz-festival. In september 2007 werd hij derde op het Czech Coal Carlsbad toernooi in Karlovy Vary, een half punt onder de winnaars, Ruslan Ponomariov en Sergej Movsesian.
Twee maanden later nam Navara deel aan de Wereldbeker Schaken. Hij versloeg de Amerikaan Alexander Ivanov in de eerste ronde en werd in de tweede ronde na tiebreak verslagen door Sergei Rublevsky.
In 2007–2008 nam Navara deel aan het "Reggio Emilia schaaktoernooi" (Italië), en behaalde 3 pt. uit 8 (+1 =4 −3). Hij nam deel aan de FIDE Grand Prix 2008–10 in Bakoe in 2008, en scoorde 5½ pt. uit 13 (+2 =7 −4).
Bij het Tata Steel-toernooi in 2011 in Wijk aan Zee, nam Navara deel in de "B"-groep tegen andere sterke GMs zoals Wesley So, Lê Quang Liêm, Luke McShane, Vladislav Tkachiev, Zahar Efimenko en andere. Navara werd gedeeld eerste met Luke McShane, 8½ pt. uit 13. McShane won de tie-break, maar beide spelers ontvingen een invitatie voor de "A"-groep in het volgende jaar. Later in hetzelfde jaar, nam Navara deel aan de Wereldbeker schaken 2011; in de kwartfinale verloor hij van Aleksandr Grisjtsjoek. In 2012 won Navara de individuele gouden medaille aan het tweede bord bij de 40e Schaakolympiade in Istanboel, spelend voor het Tsjechische team.
In 2014 won Navara het Europees kampioenschap blitzschaak.
Op het Europees kampioenschap schaken in 2015 eindigde hij op een tweede plaats. In april 2018 nam hij deel aan het vijfde Shamkir Chess-toernooi, en eindigde als 10e met 2½ pt. uit 9 (+0 =5 −4).
In 2019 won hij het Tsjechische kampioenschap blitzschaak met 14 pt. uit 15.

### ČEZ Chess Trophy
Sinds 2003 speelde Navara in Praag diverse matches tegen top spelers tijdens het ČEZ Chess Trophy festival.
| Jaar | Tegenstander        | Winnaar     | Score | Opmerkingen                                            | Ref.   |
| ---- | ------------------- | ----------- | ----- | ------------------------------------------------------ | ------ |
| 2003 | Viktor Kortsjnoj    | Navara      | 1½–½  |                                                        | [ 11 ] |
| 2004 | Aleksej Sjirov      | Sjirov      | ½–1½  |                                                        | [ 11 ] |
| 2005 | Anatoli Karpov      |             | 1–1   |                                                        | [ 11 ] |
| 2006 | Boris Gelfand       |             | 2–2   |                                                        | [ 12 ] |
| 2007 | Nigel Short         | Navara      | 7–3   | 10 partijen rapidschaak, waarvan 4 partijen Schaak 960 | [ 13 ] |
| 2008 | Vladimir Kramnik    | Kramnik     | 2½–5½ | rapidschaak                                            | [ 14 ] |
| 2009 | Vasyl Ivantsjoek    | Ivantsjoek  | 2½–5½ | rapidschaak                                            | [ 15 ] |
| 2010 | Judit Polgar        | Polgar      | 2–6   | rapidschaak                                            | [ 16 ] |
| 2011 | Sergei Movsesian    | Navara      | 3½–2½ | rapidschaak                                            | [ 17 ] |
| 2012 | Peter Svidler       | Svidler     | 1–3   |                                                        | [ 18 ] |
| 2013 | Hou Yifan           | Hou         | 2–2   | Hou Yifan won de tiebreak, een armageddon partij       | [ 19 ] |
| 2014 | Hikaru Nakamura     | Nakamura    | ½–3½  |                                                        | [ 20 ] |
| 2015 | Wesley So           | So          | 1–3   |                                                        | [ 21 ] |
| 2016 | Richárd Rapport     | Rapport     | 1½–2½ |                                                        | [ 22 ] |
| 2017 | Vasyl Ivantsjoek    | Ivantsjoek  | 4½–7½ | rapidschaak                                            | [ 23 ] |
| 2018 | Pentala Harikrishna | Harikrishna | 5–7   | rapidschaak                                            | [ 24 ] |
| 2019 | Ding Liren          | Ding        | 3–7   | rapidschaak                                            | [ 25 ] |

## Partij
Onderstaande analyse is afkomstig van Lubomir Kavalek uit een artikel in The Washington Post, 3 augustus 2009.
In de volgende partij, gespeeld in het Ordix Open, verslaat de Tsjechische grootmeester David Navara de Armeanse top-grootmeester Rafael Vaganian. Navara besluit tot het testen van een krachtig pionoffer in de Tarrasch-variant van de Franse verdediging. Het offer werd meer dan 60 jaar terug geïntroduceerd op toernooi-niveau door de Australiër Cecil Purdy, de eerste wereldkampioen correspondentieschaken, en het is nog steeds een gevaarlijke openingslijn. Vaganians problemen begonnen nadat hij de strijd om de enige open lijn had verloren en de Tsjechische GM de kans gaf met mooi tactisch spel de overwinning binnen te halen.
wit: David Navara, zwart: Rafael Vaganian 

1. e4 e6 2. d4 d5 3. Pd2 c5 4. Pgf3 Pf6 5. e5 Pfd7 6. c3 Pc6 7. Ld3 Db6 8. 0-0!? (Een veelbelovend pionoffer dat vaker gespeeld werd sinds de partij Kortsjnoj–Udovcic, Leningrad 1967.) 8... cxd4 9. cxd4 Pxd4 10. Pxd4 Dxd4 11. Pf3 Db6 12. Dc2 (De door Purdy aanbevolen zet. In het verleden werd ook 12.Da4 Db4 13.Dc2 gespeeld, maar het is niet nodig om de positie van de zwarte dame verder te verbeteren.) 12... h6 13. Ld2 (Wit heeft zijn ontwikkeling voltooid en is gereed om zijn zware stukken op de c-lijn te positioneren. Sommige spelers geven hier de voorkeur aan 13.Lf4.) 13... Pc5?! (Komt in een gevaarlijke pin terecht. Loperruil via 13... Lb4, leidt tot het verzwakken van de zwarte velden na 14.Lxb4 Dxb4 15.a3 De7 16.Tac1 0-0 17.Dc7! met een onaangename druk.) 14. Le3! (Dreigt direct te winnen met 15.Tac1. Zwart moet de pin zien op te heffen.) 14... Db4 (Een andere methode om de pin te stoppen is 14... Da5?!, maar na 15.b4! Dxb4 16.Tab1 Pxd3!? 17.Txb4 Pxb4 heeft wit duurzaam materieel voordeel. De partij Zapolskis–Jorgensen, Dos Hermanas 2004, ging verder als volgt: 14... Ld7 15.Tac1 Tc8 16.Dd2 Dd8 17.Lb1 Le7 18.Pd4 a6 19.f4! en na 19... f5 20.exf6 Lxf6 21.Lg6+ Kf8 22.Txc5 Txc5 23.Pxe6+ Lxe6 24.Lxc5+ Le7 25.Lxe7+ Dxe7 26.f5 Lf7 27.Tc1 Dd7 28.Df4 Lxg6 29.fxg6+ Ke8 30.De3+ De7 31.Tc8+ gaf zwart op.) 15. Le2 Ld7 16. Tfc1 Tc8 17. Pd4 Da5 (Na 17... Pa4 kan het dame-offer 18.Dxc8+! volgen met een sterke aanval na 18... Lxc8 19.Txc8+ Kd7 20.Tac1 Pc5 21.Ta8! met sprookjesachtige mogelijkheden, zoals 21... Dxb2 22.Pb3! Dxe2 23.Lxc5 Dxa2 24.Lb6! Ld6 25.Txa7 met voordeel voor wit, of 21... a6 22.b3! f5 23.a3! Dxa3 24.Lb5+ Ke7 25.Pxf5+ Kf7 26.Le8+ Kg8 27.Pe7+! Lxe7 28.Lg6+ Lf8 29.Txf8+! Kxf8 30.Lxc5+ en wit wint.) 18. a3 Dd8 19. Lb5! (Dreigt te winnen via 20.b4.) 19... Ta8 (Verlaten van de c-lijn geeft aanleiding tot problemen.) 20. b4 Pa6? (Een blunder, maar na 20... Lxb5 21.Pxb5 a6 22.Pd4 Pe4 23.f3 Pg5 24.Dc7 Tb8 25.Pb3 Le7 26.La7 wint wit ook.) 21. Pxe6! fxe6 22. Lxa6 b6 (Een trieste concessie. Na 22... bxa6 volgt 23.Dg6+ Ke7 24.Lc5 mat.) 23. Dg6+ Ke7 24. Tc3 De8 25. Dg4 Kf7 26. Ld3 Kg8 27. Lg6 Dd8 28. Tac1 (Zwart kan nauwelijks bewegen.) 28... a5 29. b5 (Ook winnend is 29.Tc7, bijvoorbeeld na 29... axb4 kan wit de zwarte dame afhouden van verdedigen van pion e6 via 30.Txd7! Dxd7 31.Tc7! Txa3 32.g3, want na 32... Dxc7 volgt 33.Dxe6+ en wit gaat mat geven; en ook na 29... Lc5 30.Df3 Le8 31.Lf7+ Kh7 32.Dg4 Tf8 33.Lxh6! geeft wit spoedig mat.) 29... Lc5 30. Lxc5 bxc5 31. Txc5 De7 32. b6 Tb8 33. b7 Df8 (33... Txb7 wordt beantwoord met 34.Tc8+!) En na 34. Tc7 gaf zwart op. (1–0)